# Miguel Asso
Miguel Asso Vitallé (Zaragoza, 1886 - ibídem, 6 de abril de 1936) fue un cantador de jota aragonesa, que junto a Cecilio Navarro presidieron una de las edades doradas de este estilo musical, el de los años 1910 y 1920 hasta la aparición del gran José Oto. 
Nacido en el Barrio de San Pablo de Zaragoza, estaba dotado con un bello timbre de voz y, aunque no de gran registro y potencia, era un fino estilista. Ganó el primer premio del Certamen Oficial de Jota de Zaragoza en 1905 y el premio extraordinario (reservado a quienes ya poseían el primer premio) de 1914. Su rival y amigo (con el que cantó «jotas a dúo») Cecilio Navarro alcanzó por su parte el trofeo extraordinario de los años 1912, 1913, 1915 y 1916.
Sus mejores creaciones son «La enredadera» y «Calle de la Independencia». También destacó como docente del canto de la jota, y tuvo como alumnos a Pilar Gascón, Jacinta Bartolomé  e incluso, en este género de la jota, al tenor Miguel Fleta.